# 김승찬
김승찬(1991년 ~ )은 대한민국의 발명가이자 의과학자이다. 
김승찬은 하버드 의과대학 방문 연구와 더불어 암세포 분열 억제 연구 중 정적 자기장을 통한 세포내 방추사 감마튜불린 뿌리단백질 GCP3 (Gamma Complex Protein 3)의 분산 연구와 유전자 발현 변화를 밝혀내는 등 생체전자기학 연구를 진행해왔다.

## 경력
- 2013년 ~ 2017년 교육부 교육기부단체 팀장 (꿈길나루)
- 2015년 서울시민상 청년상 (창의과학예술부문, 서울특별시장상)
- 2014년 제49회 발명의 날 유공자 표창 (한국발명진흥회장)[3]
- 2013년 대한민국인재연합회 회장
- 2012년 제47회 발명의 날 유공자 표창 (특허청장)[4]
- 2010년 대한민국인재상 수상 (대통령상)[5]
- 2009년 제7회 대통령 과학 장학생 (대통령 이명박)